# Hoya ciliata
Hoya ciliata är en oleanderväxtart som beskrevs av Johannes Elias Teijsmann och Binn.. Hoya ciliata ingår i släktet Hoya och familjen oleanderväxter. Inga underarter finns listade i Catalogue of Life.